# Valquiria

The Valkyrie's Vigil (La vigilia de la valquiria), por el pintor prerrafaelista Edward Robert Hughes. Hughes deja de lado el aspecto guerrero de la valquiria y, en cambio, la representa como una bella y joven mujer en un vestido etéreo. Sin embargo, sus armaduras y armas se encuentran presentes, solo que puestas de lado e inutilizadas.

Las valquirias o valkirias (del nórdico antiguo: valkyrja, 'selectoras de caídos en el combate') son dísir, entidades femeninas menores que servían a Odín bajo el mando de Freyja, en la mitología nórdica. Su propósito era elegir a los más heroicos de aquellos caídos en batalla y llevarlos al Valhalla donde se convertían en einherjar. Esto era necesario, ya que Odín precisaba guerreros para que luchasen a su lado en la batalla del fin del mundo, el Ragnarök. Su residencia habitual era el Vingólf, situado al lado del Valhalla. Dicho edificio contaba con quinientas cuarenta puertas por donde entraban los héroes caídos para que las guerreras los curasen, deleitasen con su belleza y donde también «sirven hidromiel y cuidan de la vajilla y las vasijas para beber».
Parece, sin embargo, que no existía una distinción muy clara entre las valquirias y las nornas. Por ejemplo, Skuld es tanto una valquiria como una norna, y en la Darraðarljóð (líneas 1-52), las valquirias tejen las redes de la guerra. De acuerdo a la Edda prosaica (Gylfaginning 35), «Odín les manda valquirias a todas las batallas. Asignan la muerte a los hombres y gobiernan la victoria. Gunnr y Róta [dos valquirias] y la norna más joven, llamada Skuld, siempre cabalgan para elegir quién deberá morir y para gobernar las matanzas».
Además, la licencia poética permitió que el término valquiria se aplicase asimismo a mujeres mortales en la poesía en nórdico antiguo, o citando la Skáldskaparmál de Snorri Sturluson en lo que respecta a la utilización de varios términos para las mujeres:

Las mujeres también son llamadas metafóricamente por los nombres de las Asynjur o de las valquirias o las nornas.

## Etimología
La palabra valquiria deriva del nórdico antiguo valkyrja (plural valkyrjur) y significa 'la que elige a los caídos en batalla'. Su etimología es la siguiente:
1. Del islandés valr, 'los caídos (en batalla)', del protogermánico *walaz, 'campo de batalla', 'matanza', protoindoeuropeo *wele-, 'herir', 'atacar'. Se relaciona al término latino veles, 'fantasmas de los muertos'.[4]
2. Del islandés kørinn, korinn, participio del verbo kjósa, 'elegir', 'seleccionar'. Los verbos modernos choose (en inglés) y kora (en sueco) tienen el mismo origen.[5]

El cognado en anglosajón es wælcyrige y en alemán es Walküre. Esta última ha sido inmortalizada en la ópera de Richard Wagner Die Walküre (La valquiria), la segunda ópera de su ciclo Der Ring des Nibelungen (El anillo del nibelungo).

## Orígenes

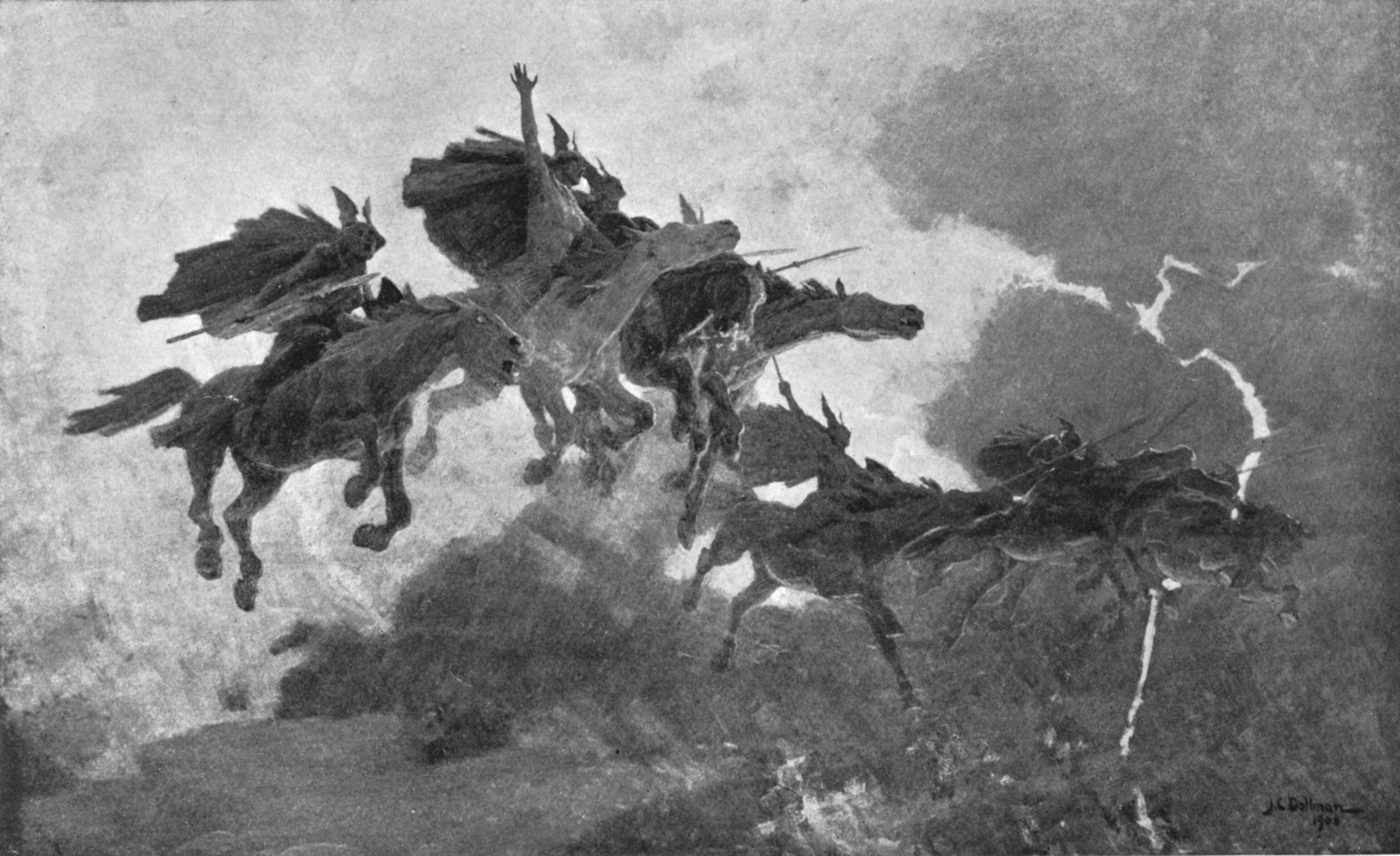
La cabalgata de las valquirias, de 1909. Ilustración basada en un óleo de J. C. Dollman.

El origen de las valquirias no se encuentra documentado en los textos existentes, pero muchas de las valquirias más conocidas tenían padres mortales. Hoy en día se cree que las valquirias originales eran las sacerdotisas de Odín que oficiaban los sacrificios rituales, en los cuales los prisioneros eran ejecutados («llevados a Odín»). Para cuando fue compilada la Edda poética, a finales del siglo xii o principios del xiii, estos rituales habían dado inicio a leyendas sobre doncellas guerreras sobrenaturales que tomaban parte activa en los conflictos humanos, decidiendo quién debía vivir y quién morir.
En los poemas mitológicos de la Edda poética, las valquirias eran deidades sobrenaturales de ascendencia desconocida. Son descritas como doncellas escuderas que cabalgan en las filas de los dioses o sirven los tragos en el Valhalla; se les dan nombres significativos, como «Skǫgul/Skögul» ('lucha', 'furia'), «Hlǫkk/Hlökk» ('estruendo de batalla') y «Gjǫll/Göll» ('grito de batalla').
Sin embargo, en los cantos heroicos eran descritas como bandas de mujeres guerreras, entre las cuales solo se nombraba a la jefa. Ésta era invariablemente una mujer, la hermosa hija de un gran rey, a pesar de compartir algunas de las habilidades sobrenaturales de sus compañeras anónimas. En el primero de los tres cantos de Helgi, Helgi Hjörvarðsson es abordado por una banda de nueve valquirias, cuya jefa era Sváva, la hija de un rey llamado Eylimi. En el segundo y tercer canto, las valquirias son guiadas por Sigrún, la hija del rey Hogni. Posteriormente, se casa con el héroe Helgi Hundingsbani y da a luz a sus hijos. La más famosa de las valquirias, Brynhildr, es también una princesa humana. En la Sigrdrífumál (La balada de la que trae victoria) nunca se la nombra, siendo llamada simplemente «Sigrdrífa» ('la que trae victoria'), y solo hay indicios de que no era una deidad; más aún, no se habla de su ascendencia. Sin embargo, en el pasaje correspondiente en la Saga Volsunga, se la identifica como Brynhildr, la hija del rey Budli (también se identifica a Sigrdrífa con Brynhildr en otro canto heroico, Helreið Brynhildar, o La cabalgata de Bryndhildr a Hel).

## Representaciones
En el arte moderno, las valquirias a veces son representadas como hermosas doncellas escuderas sobre caballos alados, armadas con yelmos y lanzas. No obstante, en la escultura de Claire Colinet titulada Walkyria es la mujer la que se representa con alas en el casco en vez de en el caballo. Por otro lado, el término caballo de valquiria era uno de los kenningar —un tipo de perífrasis escandinava— para lobo. Por ejemplo, la Piedra de Rök (Rökstenen de Rök, Östergötland) habla de «[...] donde el caballo de Gunnar ve carroña en el campo de batalla, donde yacen doce reyes» («[...] hwar hæstʀ sē Gunnaʀ etu vēttvąngi á, kunungaʀ twæiʀ tigiʀ swāð á liggja»). Aquí, Gunnar (o Gunnr) se presume que es una valquiria. En otras palabras, es probable que las valquirias no cabalgaran caballos alados, contrariamente al estereotipo, sino que sus monturas fueran manadas de lobos espantosos y beligerantes que buscaban los cuerpos de los guerreros muertos.
Mientras que los lobos eran sus monturas, las valquirias parecen ser similares a los cuervos, volando sobre el campo de batalla y «eligiendo» cuerpos. De esta forma, las manadas de lobos y bandadas de cuervos que hurgaban entre los resultados de la batalla podrían estar sirviendo a un propósito mayor.
Según la influyente obra de Thomas Bulfinch, Mitología de Bulfinch (Bulfinch's Mythology) (1855), la armadura de las valquirias «despide una extraña luz, que destella sobre los cielos septentrionales, creando lo que los hombres llaman "Aurora Borealis" o "Luces del norte"». Sin embargo, no hay nada en otras fuentes que respalde esta afirmación, excepto por la llegada de las valquirias en la Helgakviða Hundingsbana I:
| 15. Þá brá ljóma af Logafjöllum, en af þeim ljómum leiftrir kómu, hávar und hjalmum á Himinvanga, brynjur váru þeira blóði stokknar, en af geirum geislar stóðu. | 15. Luego destelló luz desde Logafjoll, Y de la luz los relámpagos brincaban; Altas bajo yelmos en los campos del cielo; Todas sus cotas Estaban rojas de sangre, Y de sus lanzas volaron las chispas. | 15. Luego brilló un rayo desde Logafiöll, y de él salieron relámpagos; luego aparecieron, en el campo del aire, un grupo armado de Valkyriur: sus cotas estaban rociadas con sangre, y de sus lanzas relucieron rayos de luz. |  |

## Valquirias destacadas

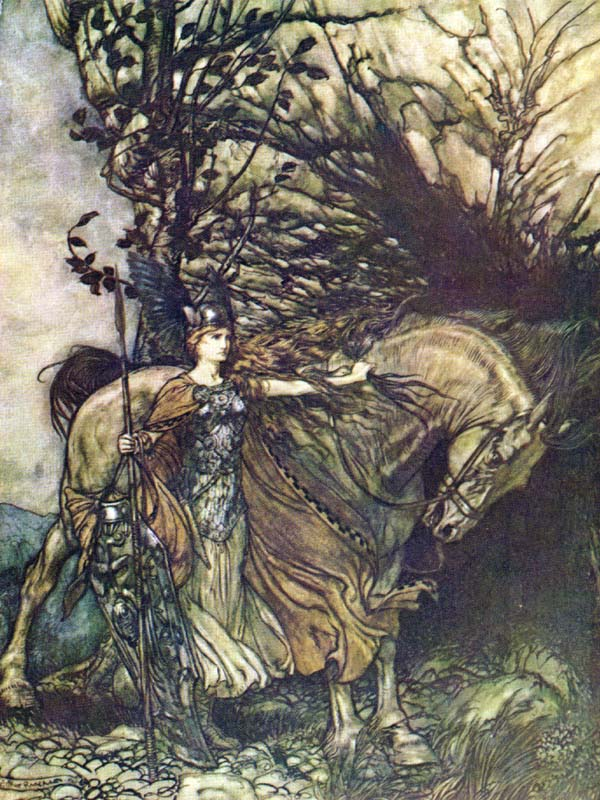
La valquiria Brunhilda va a visitar a Sigmund. Ilustración de Arthur Rackham para la ópera Die Walküre de Richard Wagner.

Varias valquirias son mencionadas individualmente en numerosas formas de la literatura germánica.

### Valquirias principales
Muchas valquirias aparecen como personajes principales o importantes en algunos mitos existentes.
- Brynhildr aparece en la Saga Volsunga. Su nombre significa 'cota de batalla'.
- Hilda aparece en la leyenda de Hjaðningavíg, la cual ha sobrevivido a través de numerosas fuentes. Su nombre significa 'batalla'.
- Sigrdrífa aparece en la Sigrdrífumál. Su nombre significa 'la que trae victoria'.
- Sigrún aparece en el Helgakviða Hundingsbana I y Helgakviða Hundingsbana II. Su nombre significa 'conocedora de los misterios (o hechizos) de la victoria'.
- Sváva aparece en el Helgakviða Hjörvarðssonar. Su nombre significa 'sueva'.
- Ölrún, Svanhvít y Alvitr (conocida también como Hervör o Hervor) aparecen en la Völundarkviða. Ölrún significa 'conocedora de los misterios (o hechizos) del hidromiel (o cerveza)' o bien 'hechizo extraño'.
- Þrúðr es la hija de Thor. Su nombre significa 'fuerza'.
- Galdrar aparece como una leyenda de Groenlandia.

Otras fuentes indican que algunas otras valquirias también eran personajes principales dentro de la mitología nórdica, como Gunnr, que aparece en la Piedra de Rök, y Skögul que además aparece en una inscripción rúnica del siglo xiii en Bergen.

### Otras valquirias
Además de las valquirias más conocidas nombradas anteriormente, muchas más aparecen en las fuentes literarias. En el agregado nafnaþulur a la Edda de Snorri se encuentran las siguientes estrofas:

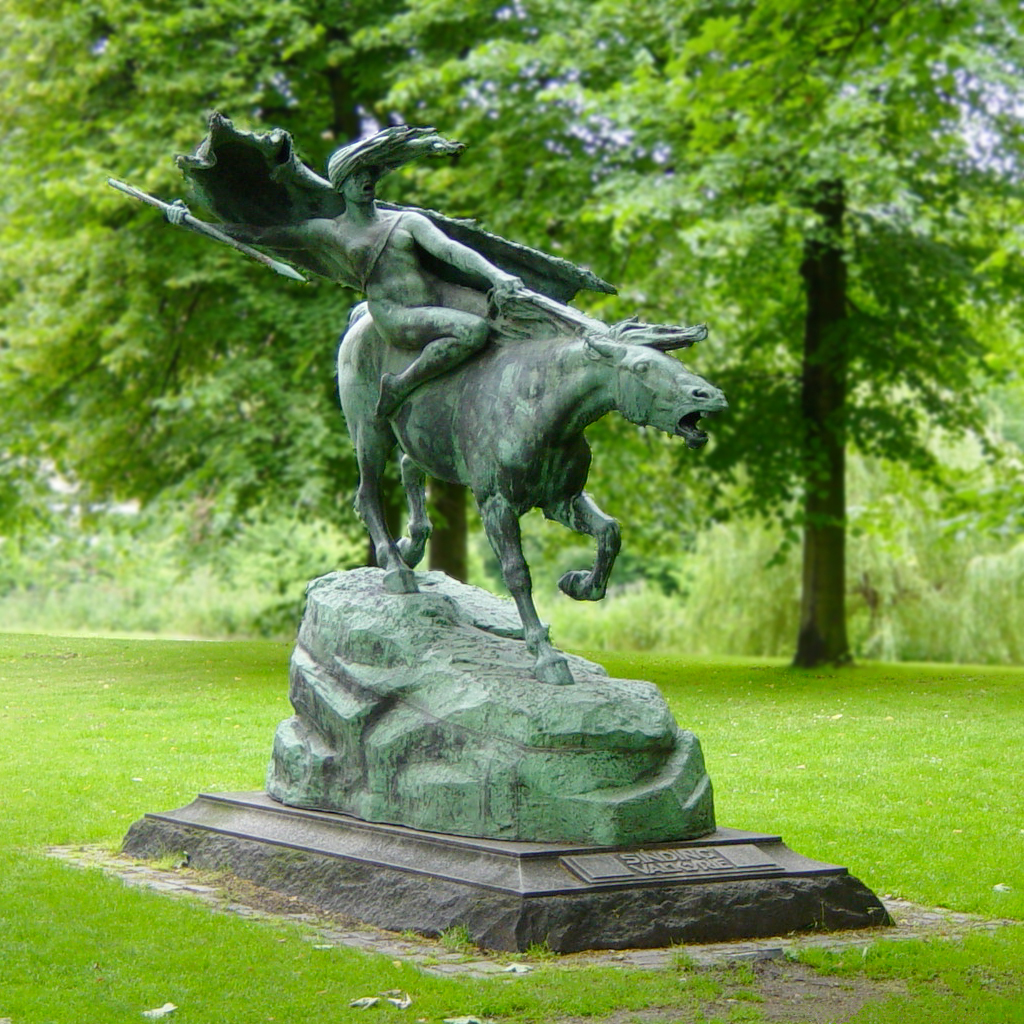
Una estatua de 1908 por Stephan Sinding en Copenhague, la cual presenta una imagen activa de una valquiria.

| Mank valkyrjur Viðris nefna. Hrist, Mist, Herja, Hlökk, Geiravör, Göll, Hjörþrimul, Gunnr, Herfjötur, Skuld, Geirönul, Skögul ok Randgníð. Ráðgríðr, Göndul, Svipul, Geirskögul, Hildr ok Skeggöld, Hrund, Geirdriful, Randgríðr ok Þrúðr, Reginleif ok Sveið, Þögn, Hjalmþrimul, Þrima ok Skalmöld. | Recitaré los nombres de las valquirias de Viðrir [Odín]: Hrist, Mist, Herja, Hlökk, Geiravör Göll, Hjörþrimul Gunnr, Herfjötur Skuld, Geirönul Skögul y Randgníð. Ráðgríðr, Göndul, Svipul, Geirskögul, Hildr y Skeggöld, Hrund, Geirdriful, Randgríðr y Þrúðr, Reginleif y Sveið, Þögn, Hjalmþrimul, Þrima y Skalmöld. |

En la Grímnismál encontramos a Odín recitando la siguiente estrofa:
| Hrist ok Mist vil ek at mér horn beri, Skeggjöld ok Skögul, Hildr ok Þrúðr, Hlökk ok Herfjötur, Göll ok Geirahöð, Randgríð ok Ráðgríð ok Reginleif. Þær bera einherjum öl. | Quiero que Hrist y Mist me traigan un cuerno, Skeggjöld y Skögul, Hildr y Þrúðr, Hlökk y Herfjötur, Göll y Geirahöð, Randgríð y Ráðgríð y Reginleif. llevan hidromiel a los einherjer. |

En la Völuspá hay algunos nombres más.
| Sá hon valkyrjur vítt um komnar, görvar at ríða til Goðþjóðar. Skuld helt skildi, en Skögul önnur, Gunnr, Hildr, Göndul ok Geirskögul. | Ella vio valquirias viniendo de lo lejos y ancho, listas para cabalgar hacia Goðþjóð. Skuld tenía un escudo, y Skögul era otra, Gunnr, Hildr, Göndul y Geirskögul. |